# George Uhlenbeck
George Uhlenbeck (neerlandès: George Eugène Uhlenbeck)  (Batavia, 6 de desembre de 1900 - Boulder, 31 d'octubre de 1988) va ser un físic teòric neerlandés-estatunidenc.

## Biografia
George Uhlenbeck va néixer a Batavia, Índies Orientals Neerlandeses (Avui Jakarta, Indonesia) l'any 1900.
Va anar a la Universitat Tècnica de Delft per estudiar enginyeria química però el segon any se’n va anar a la Universitat de Leiden per estudiar física i matemàtiques i es va graduar l'any 1920.
Uhlenbeck va ser admès per Paul Ehrenfest (un estudiant de Boltzmann) als col·loquis de física dels dimecres a Leiden i així va començar la gran influència d'Ehrenfest sobre Uhlenbeck. De 1922-1925 Uhlenbeck va ser el tutor del fill menor de l'ambaixador holandès a Roma. Un cop allà, va assistir a les conferències de Tullio Levi-Civita i Vito Volterra i es va trobar amb el seu amic, Enrico Fermi. El 1923, Uhlenbeck va rebre el seu títol de mestratge de Leiden.
Un cop a Leiden va ser assistent d'Ehrenfest. Ehrenfest li va assignar treballar amb el seu estudiant de doctorat, Samuel Goudsmit per a una ràpida actualització de "el que estava passant actualment a la física". A mitjans de setembre de 1925, Uhlenbeck i Goudsmit van descobrir l'espín de l'electró, que postula un moment angular intrínsec per a tots els electrons.
El 1927 va obtenir el seu doctorat amb la tesi titulada: " Over Statistische Methoden in de Theorie der Quanta " ("Sobre mètodes estadístics de la teoria quàntica").

## Carrera
L'any 1927, Uhlenbeck es va convertir en professor de física a la Universitat de Michigan a Ann Arbor, Michigan. Va romandre allí fins a 1935, quan va succeir a Hendrik Anthony Kramers com a professor de física teòrica a Utrecht. Durant els seus vuit anys a Ann Arbor, Uhlenbeck va organitzar la cèlebre "Escola d'estiu" en la física teòrica.
El 1938, Uhlenbeck va passar un semestre com a professor visitant a la Universitat de Colúmbia a la ciutat de Nova York, i després va tornar a Ann Arbor com a professor de física teòrica durant el següent any. A causa de la pujada del nazisme al poder a Europa va decidir abandonar la seva posició en els Països Baixos i tornar a Amèrica.
Durant part de la Segona Guerra Mundial, des de 1943 fins a 1945, Uhlenbeck va dirigir un grup teòric en el Laboratori de Radiació a Cambridge, Massachusetts, que estava investigant en el radar. El 1945, va tornar a Ann Arbor, on va ser nomenat professor Henry Cahart de Física el 1954. Va romandre a Ann Arbor fins a 1960, data en què es va incorporar a l'Institut Rockefeller per a la Investigació Mèdica (ara Universitat Rockefeller) a la ciutat de Nova York com a professor i membre de l'Institut.

## Darrera etapa
Uhlenbeck es va retirar l'any 1971 però es va mantenir científicament actiu fins a l'inici dels anys vuitanta. Va morir l'octubre de 1988 a Boulder, Colorado

## Guardons
Uhlenbeck va rebre el premi Research Corporation el 1953, la medalla Oersted de l'Associació Americana de Professors de Física el 1955, la Medalla Max Planck de la Societat Alemanya de Física el 1964, la medalla Lorentz de la Reial Acadèmia Holandesa d'Arts i les Ciències de 1970, la Medalla Nacional de Ciències juntament amb Goudsmit el 1977 i el Premi Wolf, també compartit amb Goudsmit, el 1979.
El 1951 es va convertir en membre de la Reial Acadèmia Holandesa d'Arts i Ciències.